# Clipeus virtutis
Clipeus virtutis (łac.) – tarcza męstwa. W starożytnym Rzymie prestiżowa nagroda dla żołnierza, który w walce uratował życie swego współtowarzysza.